# Klokkentoren van Jaffa
De Klokkentoren van Jaffa (Hebreeuws: מגדל השעון יפו, Migdal HaSha'on Yafo, Arabisch: يافا برج الساعة, Turks: Yafa Saat Kulesi) is een vrijstaande klokkentoren in het midden van het noordelijke uiteinde van de Yefet Street in Jaffa, Israël. De toren, gebouwd van kalksteen, bevat twee klokken en een plaquette ter herdenking van de Israëliërs die zijn gesneuveld in de strijd om de stad in de Arabisch-Israëlische Oorlog van 1948.
Het is een van de zeven klokkentorens die in het Ottomaanse Palestina zijn gebouwd. De anderen bevinden zich in Safed, Akko, Nazareth, Haifa en Nablus. Jeruzalem liet ook een klokkentoren bouwen tijdens de Ottomaanse periode, maar de Britse generaal Edmund Allenby eiste dat hij gesloopt werd. Hij was namelijk van mening dat een dergelijk Ottomaans symbool misstond op de stadsmuur van Jeruzalem.

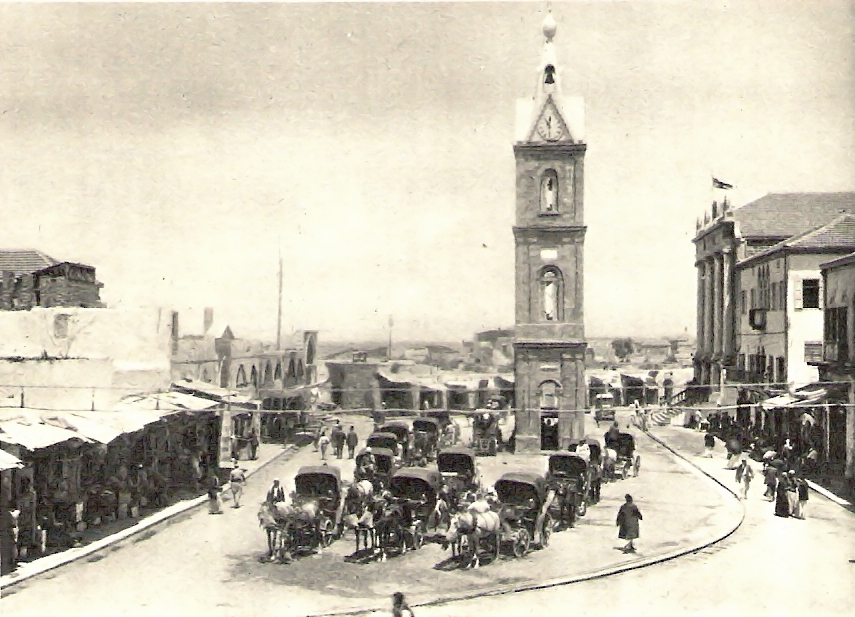
De klokkentoren in 1929.

De bouw van de Klokkentoren van Jaffa werd geïnitieerd door Joseph Bey Moral, een prominente Joodse zakenman uit Jaffa. Hij was tevens het brein achter de treinverbinding tussen Jaffa en Jeruzalem. De bouw werd gefinancierd door Arabieren, Armeniërs, Maronieten en Joden. Het officiële doel was om het zilveren jubileum van het bewind van de Ottomaanse sultan Abdülhamit II te herdenken, maar het hielp ook bij de ontwikkeling van Jaffa, dat snel moderniseerde.
De eerste steen werd gelegd in september 1900, drie jaar later was de bouw voltooid. In 1966 werd de klokkentoren gerenoveerd, waarbij nieuwe klokken werden geplaatst en kleurrijke mozaïekvensters werden toegevoegd die de geschiedenis van Jaffa beschrijven.
In 2004 verscheen de Klokkentoren van Jaffa op een Israëlische postzegel. Samen met de andere klokkentorens vormde het een serie.